# (400392) 2008 AL7
(400392) 2008 AL7 es un asteroide perteneciente al cinturón de asteroides descubierto el 10 de enero de 2008 por el equipo del Spacewatch desde el Observatorio Nacional de Kitt Peak, Arizona, Estados Unidos.

## Designación y nombre
Designado provisionalmente como 2008 AL7.

## Características orbitales
2008 AL7 está situado a una distancia media del Sol de 2,679 ua, pudiendo alejarse hasta 2,942 ua y acercarse hasta 2,416 ua. Su excentricidad es 0,098 y la inclinación orbital 15,16 grados. Emplea 1602,07 días en completar una órbita alrededor del Sol.

## Características físicas
La magnitud absoluta de 2008 AL7 es 16,2. 